# Fileb
Fileb (gr. Φίληβος, Philebos) – dialog Platona, napisany około roku 350 przed Chrystusem. Zaliczany do dialogów późnych.
Rozmówcy spierają się o to, czy najwyższe Dobro polega na przyjemności czy na mądrości.  
Zamiarem Platona było wykazać, że zarówno przyjemność sama w sobie, jak i wiedza sama w sobie nie może być dobra, a zatem dobre życie musi być mieszaniną przyjemności i wiedzy (poznania). A więc pojawiają  się pytania, który element ma dominować, i który ma stanowić ograniczenie dla drugiego. Sokrates twierdzi, że to wiedza ma być granicą dla przyjemności (tzn, dozwolone są te przyjemności, które sprzyjają pełnemu rozwojowi umysłowemu).
Dialog zawiera psychologiczne i etyczne analizy przyjemności i mądrości oraz klasyfikacje pierwszych zasad i przyczyn, przyjemności i rodzajów wiedzy.